# 한국정서행동장애아교육학회
사단법인 한국정서행동장애아교육학회는 대구대학교 정서·학습장애아교육센터에 위치한 정서·행동장애연구학회로써 1985년 10월 19일 설립되었다. 《정서·행동장애연구》 저널을 발간하며, 각종 연수회 개최, 행동치료사의 양성, 학술대회 개최를 하고 있다.